# Hedysarum nuratense
Hedysarum nuratense är en ärtväxtart som beskrevs av Mikhail Grigoríevič Popov. Hedysarum nuratense ingår i släktet buskväpplingar, och familjen ärtväxter. Inga underarter finns listade i Catalogue of Life.